# Communauté de communes Causses Aigoual Cévennes
Die Communauté de communes Causses Aigoual Cévennes ist ein französischer Gemeindeverband mit der Rechtsform einer Communauté de communes im Département Gard in der Region Okzitanien. Sie wurde am 16. Juli 2012 gegründet und umfasst 15 Gemeinden (Stand: 1. Januar 2019). Der Verwaltungssitz befindet sich in der Gemeinde Val-d’Aigoual.

## Historische Entwicklung
Mit Wirkung vom 1. Januar 2019 gingen die ehemaligen Gemeinden Valleraugue und Notre-Dame-de-la-Rouvière in die Commune nouvelle Val-d’Aigoual auf. Dadurch verringerte sich die Anzahl der Mitgliedsgemeinden auf 15 und der Verwaltungssitz ging an die Commune nouvelle über.

## Mitgliedsgemeinden
| Gemeinde                                        | Einwohner 1. Januar 2022 | Fläche km² | Dichte Einw./km² | Code INSEE | Postleitzahl |
| ----------------------------------------------- | ------------------------ | ---------- | ---------------- | ---------- | ------------ |
| Causse-Bégon                                    | 25                       | 7,67       | 3                | 30074      | 30750        |
| Dourbies                                        | 157                      | 60,88      | 3                | 30105      | 30750        |
| L’Estréchure                                    | 152                      | 19,34      | 8                | 30108      | 30124        |
| Lanuéjols                                       | 339                      | 62,43      | 5                | 30139      | 30750        |
| Lasalle                                         | 1.166                    | 10,10      | 115              | 30140      | 30460        |
| Peyrolles-en-Cévennes                           | 31                       | 8,29       | 4                | 30195      | 30124        |
| Les Plantiers                                   | 228                      | 30,83      | 7                | 30198      | 30122        |
| Revens                                          | 31                       | 13,85      | 2                | 30213      | 30750        |
| Saint-André-de-Majencoules                      | 600                      | 21,79      | 28               | 30229      | 30570        |
| Saint-André-de-Valborgne                        | 360                      | 48,71      | 7                | 30231      | 30940        |
| Saint-Sauveur-Camprieu                          | 212                      | 31,74      | 7                | 30297      | 30750        |
| Saumane                                         | 296                      | 12,14      | 24               | 30310      | 30125        |
| Soudorgues                                      | 268                      | 25,70      | 10               | 30322      | 30460        |
| Trèves                                          | 108                      | 26,59      | 4                | 30332      | 30750        |
| Val-d’Aigoual                                   | 1.418                    | 94,84      | 15               | 30339      | 30570        |
| Communauté de communes Causses Aigoual Cévennes | 5.391                    | 474,90     | 11               | –          | –            |